# RS-810
Pour les articles homonymes, voir Route 810.
La RS-810 est une route locale du Nord-Ouest de l'État du Rio Grande do Sul reliant la BR-153/386, depuis le territoire de la municipalité de Soledade, à la commune de Nicolau Vergueiro. Elle dessert les communes de Soledade, d'Ibirapuitã et de Nicolau Vergueiro, et est longue de 22,240 km.